# Grivița (okręg Botoszany)
Grivița – wieś w Rumunii, w okręgu Botoszany, w gminie Cordăreni. W 2011 roku liczyła 474 mieszkańców.